# تلچین‌ها
تلچین‌ها (یونانی باستان: Τελχῖνες؛ به انگلیسی: Telchines) در اساطیر یونانی، ساکنان اولیه جزیره ردس بودند و در کرت و قبرص شناخته‌شده بودند.

## خانواده
والدین آن‌ها یا پونتوس و گایا یا تارتاروس و نمسیس بودند. یا این‌که خودشان به همراه ارینی‌ها از خون اورانوس اخته‌شده متولد شده بودند. به گفته دیودور سیسیلی، تلچین‌ها فرزندان تالسا بودند. آن‌ها به‌جای دست، باله و سر سگ داشتند و به بچه‌ماهی معروف بودند. در برخی روایات، پوزئیدون به‌عنوان پدر تلچین‌ها توصیف شده است.